# 程靜 (永樂進士)
程靜（14世紀—15世紀），字子安，江西饒州府樂平縣人，明朝政治人物。

## 生平
程靜是永樂九年（1411年）的舉人，同年聯捷進士，獲授刑部主事，其時南京有人得罪張純，附和者教唆誣告該人而使其入獄，他受命複審發現冤情而釋放那人，張純憤而駁斥，但經廷察後一如程靜判斷，自此讞獄日益公平。

## 引用
1. 1 2  同治《樂平縣志·卷八·人物志》：：程靜，字子安，坊人，授刑部主事，時畿甸民有忤張都憲，意者張嗾盗蔓，引置之獄，命覆讞，靜知其冤出之，張憤抑已反論斥之，廷察究其然竟如其議，自是論讞益平。 舊志載循吏
2. ↑  同治《樂平縣志·卷七·選舉志》：進士……明……（永樂）九年辛卯蕭時中榜……程靜 見宦業……鄉舉……明……（永樂）九年辛卯鄉試 程靜 本年進士